# 附屬住宅單元
附屬住宅單元（英語：accessory dwelling unit，缩成ADU），又称为二級單元（英語：secondary suite），是建造到现有的住宅建筑物的從屬單元。在某些情况下，ADU连接到主要住宅，或者是一个完整的单元，位于同一物业的车库上方或後院。想要在建筑物中增加附属住宅的原因可能是为了获得更多收入，为家庭成员提供社会和个人支持或获得更高的安全性。

## 概要

### 与主要住所的关系
附属住所单元被视为地块上主要住所的“次要”或“附属”。 它通常有自己的入口，厨房，浴室和起居区。

### 奶奶公寓
奶奶公寓，又称婆婆單位，是主要住所的小公寓配件。这种公寓经常用于容纳无能力独立生活但不想要养老院环境或其他类似设施的老年亲戚。
该公寓可能有或没有通向主屋的连通门，但实际上总会有一个单独的入口，通常不属于原始设计。 许多位于主车库上方，或位于后草坪的单独建筑物中。

## 法律上的考虑
在许多北美城市中，附属住宅单元是非法的，因为它们不符合该物业所在的分区或土地使用区，未经适当许可而开发，或者不符合当地建筑法规。